# Møre a Romsdal
Møre a Romsdal (norsky Fylke Møre og Romsdal) je územněsprávní jednotka v západním Norsku. Správním centrem území je město Molde. Správcem kraje Møre a Romsdal je Fylkesmann i Møre og Romsdal. Počet obyvatel dosáhl roku 2015 čísla 263 719. Rozloha kraje je 15 099 km².
Kraj Møre a Romsdal je nejsevernějším územím regionu Vestlandet. Na severu hraničí s krajem Trøndelag, a na jihu s Innlandetem a krajem Vestland. Na západě omývá břehy kraje Norské moře.

## Obce
Kraj sestává z 27 obcí (stav 01/2024).
- Ålesund
- Aukra
- AureAure
- Averøy
- Fjord
- Giske
- Gjemnes
- Haram
- Hareid
- Herøy
- Hustadvika
- Kristiansund
- Molde
- Ørsta
- Rauma
- Sande
- Smøla
- Stranda
- Sula
- Sunndal
- Surnadal
- Sykkylven
- Tingvoll
- Ulstein
- Vanylven
- Vestnes
- Volda